# ドラクラ属
ドラクラ属 Dracula はラン科の植物群。マスデバリアに似ている。花は地味な色のものが多いが、動物じみた異様な印象を与えるものが多い。

## 概説
この属は元々マスデバリア属から分離されたもので、形態的にはとてもよく似ている。違いは細部に多いが、何よりもその不気味な花に特徴がある。色は地味な褐色系であり、そこにいぼや毛が生えて、それに小さいながらも突き出した側花弁が動物の目玉にも見え、花全体が動物の顔っぽく見える。
そのため「吸血コウモリに似た面妖な花の姿」とまで言われる。学名もこれに由来し、意味としては「小さな竜」「双翼の怪物」であるが、この花が吸血コウモリを思わせることから吸血鬼として名高いドラキュラ伯爵にちなんだとされている。
着生植物で、花は垂れ下がって下向きに開くものが多い。その唇弁がキノコの裏面に似ており、キノコに集まるハエ類によって花粉媒介されると考えられている。

### 名前について
上記のようにこの属名は伝説の吸血鬼にちなんだものであるが、その影響か、種小名にもおどおろどろしいものを採用している例が幾つかある。この属の代表的な種であるドラクラ・キマエラ D. chimaera は、種小名のキマエラも怪物である。またバンピラ D. vampira は種小名も吸血鬼であり、ブラド-テペス D. vlad-tepes はドラキュラのモデルとされる中世ワラキアの領主ヴラド3世にちなんだものである。ちなみに学名仮名読みではドラキュラが使われる例もある。

## 特徴

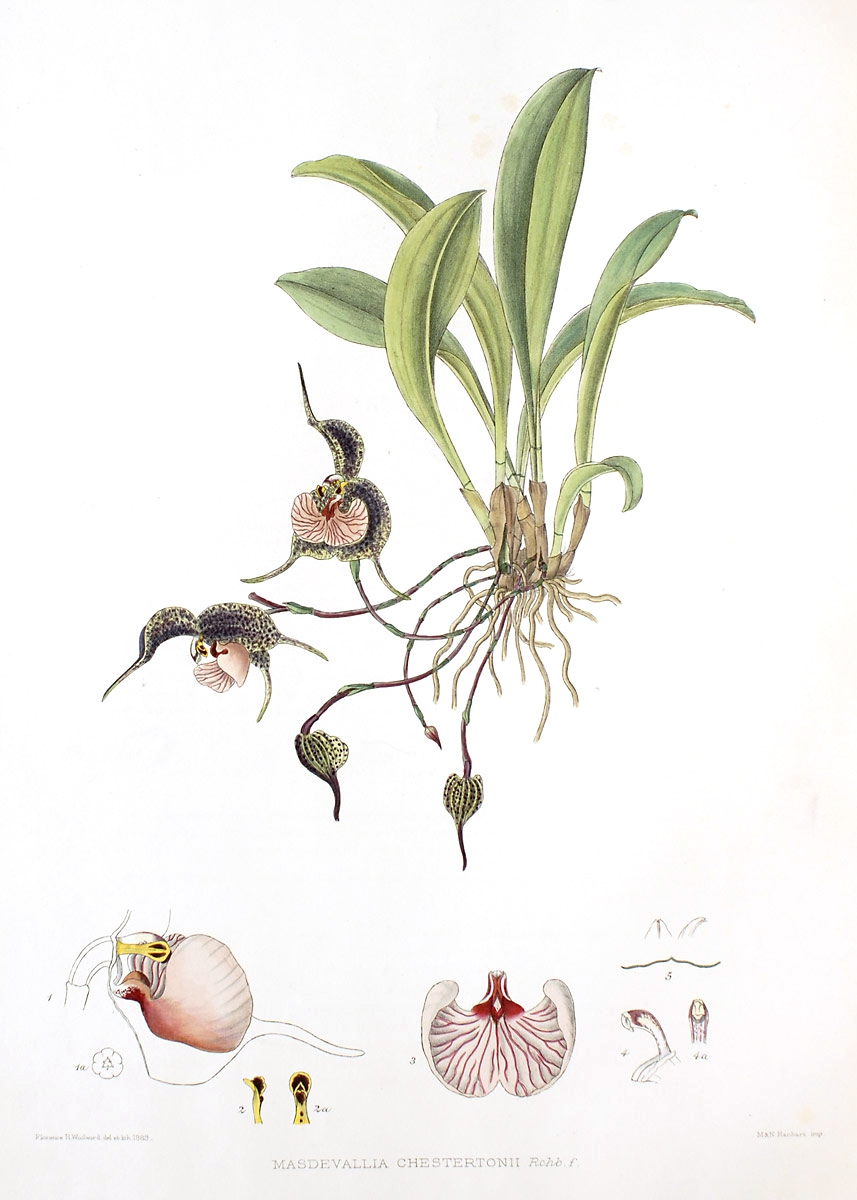
Dracula chestertonii
図版

常緑性の多年草で、着生植物。全体にマスデバリア属に似る。偽球茎はなく、根出状に葉をつける。葉はマスデバリアのものより薄手で幅広い例が多く、また主脈はよりはっきりと出て、裏側に突出する。
花茎は立ち上がる例もあるが、多くの例では水平に伸びるか下向きに垂れ、先端に花を単独で生じるか、連続的に少数の花をつける。花は萼片三枚はよく発達し、その基部は筒状に癒合、先端は広がって開出し、先端は尾状に伸びる。花弁はこれよりずっと小さい。従って外見的にはほぼ三角形の花である。花粉塊は二個。これらの点でもマスデバリアと共通する。ただしこの属では側花弁の先端は二枚貝状に分かれ、その上にいぼ状突起を密生する。唇弁の先端は上唇と下唇に分かれ、上唇は椀状に大きく広がってその上にキノコの裏面のような襞状突起が放射状に現れる。また、花被の質が柔らかくて萎凋しやすく、また表面にいぼ状突起や毛を生じるものが多い。多くのものでは、花は開いた傘のように下向きに咲く。
花色は黒みを帯びた暗色系が多い。ちなみに、この側花弁の先端が膨らんでいる部分は、特にこれが濃く着色すると動物の目玉に見える。たとえばシミア D. simia がそうで、その花は猿の顔を思わせる。種小名の意味も「サル」である。

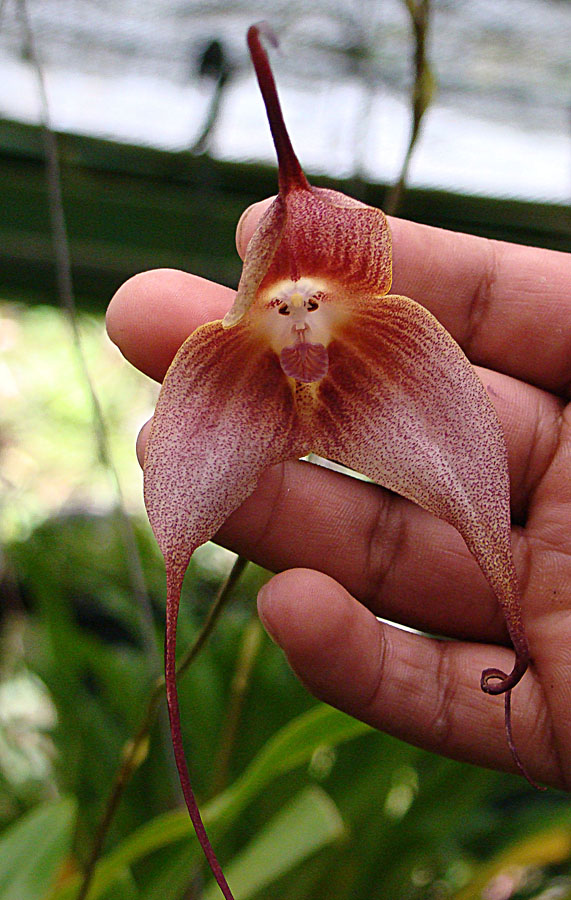
ドラクラ・シミア
猿の顔に見える？

## 分布と生育環境
主としてコロンビアからエクアドルのアンデス山脈に分布するが、一部はメキシコ南部からパナマまで生育し、ペルーからも僅かに知られる。標高1500-2500mにある湿度の高い雲霧林に生育する。樹上に着生し、原生林に多く見られ、攪乱された環境ではより少ない。

## 花粉媒介について
このランの唇弁は上記のようにキノコの傘の裏面に似たところがある。また、花弁が茶褐色系であり、時にキノコに似た匂いを発する。そのため、この花がキノコに擬態しており、腐植食性、あるいはキノコ食性の昆虫を誘引して、それらによって花粉媒介が行われるのではないかとの考えが1960年代から示唆されてきた。さらに菌食性の小型ハエ類がこの花に産卵しようとする際に、その背中に花粉塊を付着させるのだとの仮説も唱えられたことがある。
これに対し、エクアドルで D. lafleurii と D. felix を観察した結果、これらの花に訪れる昆虫の大部分がショウジョウバエ科のZygothrica 属の複数種であり、他にショウジョウバエ属のものなども少数ながら訪れ、それらの大部分は菌食性であり、特に白いキノコに集まるものであることが知られている。ハエは一つの花に一時間以上も滞在し、その花を防衛したり、その花被上などで羽を振動させたりといった独特の行動を互いに示し合う。これはこのハエがキノコの上で示す行動に似ている。ハエは交尾に至ることもあり、ただし産卵はしなかった。その過程でハエは唇弁の上の襞に導かれて髄柱の下に入り込み、この時に胸部背面に花粉塊が付着した。

## 分類
1978年にマスデバリア属から分離独立されたものであり、現在では130種を超える種が記載されている。マスデバリアとはごく近縁と考えられ、分子系統の観点からも、この両属はそれぞれに単系統であり、かつ両者が同一のクレードに属し、プレウロタリス亜連 Pleurothallidinae の中でも特に近縁であるとの結果が得られている。ただ一種、 D. xenos だけはマスデバリア属のクレードに入ってしまうが、これは両属の属間雑種の可能性があるという。

## 利用
洋ランとして栽培されることもあるが、普及してはおらず、マニアックな蒐集の対象である。略称は Drac. である。特異な形ではあるが、彩りに乏しく、一般的な鑑賞価値は高くない。また高地の雲霧林に生育するものであるだけに、いわゆるクールタイプであり、日本の平地では夏の暑さへの対策が必要である。

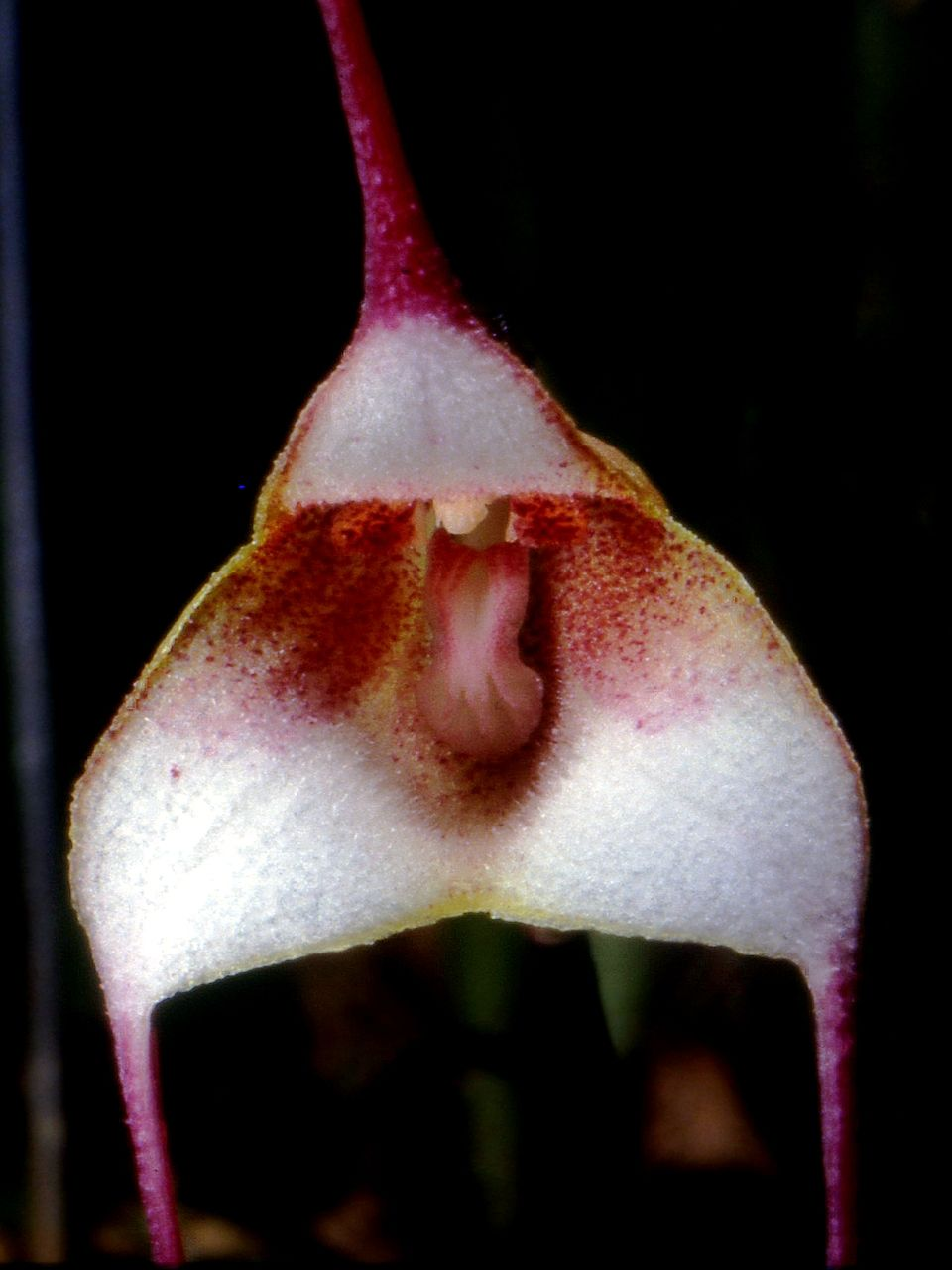
D. felix
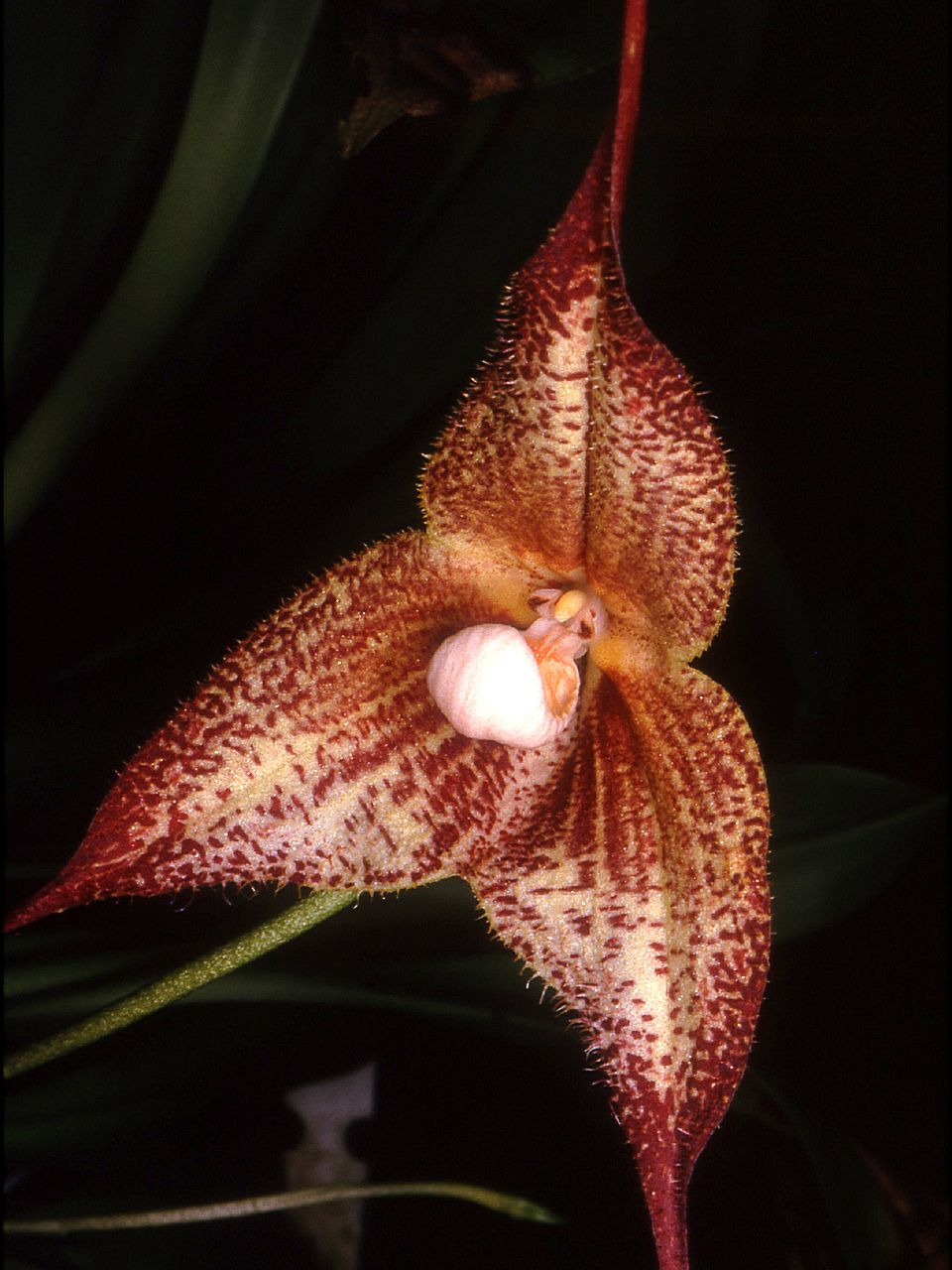
D. chimaera
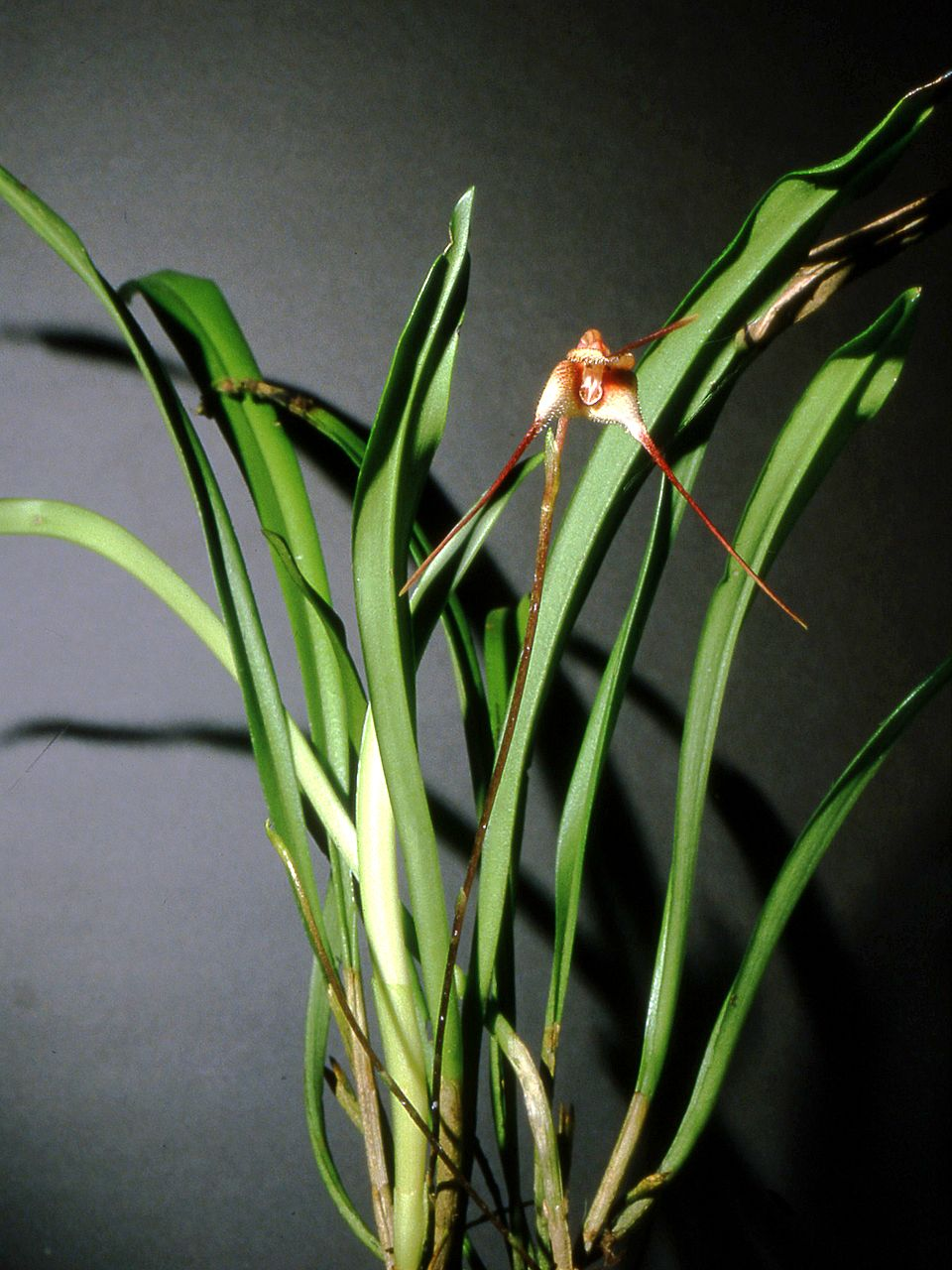
D. posadarum 花茎が立つタイプ